# Raymond Pettibon
Raymond Pettibon (Tucson, Arizona, 1957) és un artista de Tucson.
La seva obra és posterior a la d'una generació d'artistes de Los Angeles entre els quals hi ha John Baldessari, Edward Ruscha i Jim Shaw. Pettibon, al costat de Paul McCarthy i Mike Kelley, és un clar exponent d'un tipus de tradició artística originària de la Costa Oest, marcada pel contrast entre les subcultures underground i les ficcions de la indústria de Hollywood.
Per la combinació d'imatge i paraula, podríem dir que la seva obra arrenca en el punt en què acaba la dels dibuixants de vinyetes, o la d'artistes del pop com Roy Lichtenstein. Les seves ficcions (com ell mateix les anomena) provenen de fonts molt diverses: de Goya o Honoré Daumier, passant per la imatgeria de les sèries televisives, les revistes i els còmics, a les referències literàries de Marcel Proust, Henry James, William Blake o les novel·les pulp.
L'exposició Raymond Pettibon va reunir prop de mil dibuixos sobre paper, cinc pel·lícules de vídeo, murals dissenyats i executats especialment per Pettibon per als espais del MACBA, així com música, llibres i documents procedents dels arxius de l'artista. Un conjunt de materials que confirmava l'heterogeneïtat d'una obra en què la cultura de masses s'entrellaça amb la religió, el sexe i l'art. La mostra de l'artista nord-americà Raymond Pettibon (Tucson, Arizona, 1957) inclou una àmplia selecció de dibuixos, projeccions de vídeo i materials procedents de l'arxiu de l'artista.
Les seves creacions denoten la seva fascinació per la contracultura americana dels anys seixanta. Una altra de les seves referències són els aiguaforts de Goya, el film noir o els programes infantils de televisió dels anys cinquanta i seixanta, que apareixen com signes fragmentats en un discurs crític amb les imatges patrocinadores del poder cultural de l'època. En combinar imatge i paraula, l'obra de Pettibon arrenca en el punt on acaba l'obra d'altres dibuixants de vinyetes i còmics, o d'artistes del pop art, com ara Roy Lichtenstein.